# Cravo (prego)
Cravo é, inicialmente, o nome que se dá aos pregos usados nas ferraduras dos cavalos. Sua principal característica, que o difere dos demais pregos, é o formato quadrado de seu corpo e também da cabeça. Era, ainda, o tipo de prego usado nas crucificações, como os Santos Cravos da Crucificação de Jesus Cristo.

## Crucifixão
A versão corrente é de que Jesus foi crucificado tendo por elemento de fixação três cravos. Versões artísticas colocam-nos apregoados nos pés (um) e nas mãos o que, segundo a medicina, seria impossível de suster o peso do corpo, sendo mais provável que o local onde os cravos penetraram a parte anterior ao punho.

## Ferrageamento
Nas ferraduras o canal por onde passa o cravo é chamado de craveira, e tem uma abertura proporcional ao corpo, de modo a impedir a passagem da cabeça. Uma boa ferradura deve comportar cinco cravos de cada lado.